# Устынь
Устынь — река в России, протекает в муниципальном округе Егорьевск и Коломенском городском округе Московской области. Правый приток Цны. Длина реки составляет 36 км. Площадь водосборного бассейна — 215 км².
Берёт начало в лесах неподалёку от посёлка Сергиевский. Течёт на юго-восток. В верховьях протекает по заболоченному мелколиственному лесу. Река в верхнем течении слабо заселена — там расположена только деревня Русаки. В нижнем течении наоборот — растительность по берегам отсутствует и расположено множество населённых пунктов: Жулёво, Трофимово, Старое, Левино, Павлова и Горки. Устье реки находится в 10 километрах по правому берегу реки Цны.
Устынь имеет один крупный приток в 6,2 километрах от устья — реку Раменку.
По данным Государственного водного реестра России, относится к Окскому бассейновому округу. Речной бассейн — Ока, речной подбассейн — бассейны притоков Оки до впадения Мокши, водохозяйственный участок — Ока от города Коломны до города Рязани.